# Varanus obor
Varanus obor — вид варанів, ендемічних для індонезійського острова Санана.

## Опис
Varanus obor — єдиний меланістичний представник групи тихоокеанських варанів (V. indicus) і єдиний вид, що належить до підроду Euprepiosaurus, який має помітні червоно-оранжеві плями на своєму тілі. Пропорціями тіла і будовою луски найбільше нагадує V. melinus, який зустрічається на островах Манголе і Таліабу. Найчастіше V. obor зустрічається в прибережних болотах із саговою пальмою — середовищі існування, яке недостатньо використовується іншими видами групи V. indicus, але також часто зустрічається в прибережних місцях існування та тропічних лісах. Він може досягати довжини від 0,8 до 1,5 м і важити від 0,5 до 1,5 кг. Ящірка була названа obor (що індонезійською означає «факел») через своє унікальне забарвлення.
V. obor вперше побачив у дикій природі Валтер Веййола, який у березні та квітні 2009 року відвідав Санану. Один збережений зразок (голотип), очевидно, зібраний між 1860 і 1866 роками, зберігається в Naturalis, Лейден, Нідерланди.

## Середовище проживання
Цей вид досягає найвищої щільності популяції в прибережних болотах сагової пальми. Він також був зареєстрований всередині острова в лісистих прибережних районах. Більшість середовищ існування включали закриті або частково закриті ліси. Його спостерігали на кокосових плантаціях. 

## Спосіб життя
Є мало даних про життя цього виду, але А. Кох припускає, що цей вид, ймовірно, демонструватиме риси життєвої історії, подібні до ознак спорідненого Varanus melinus.